# Vamp (Metal Gear)
(Vamp a Raiden alla fine del loro combattimento in MGS4)
Vamp è un personaggio della saga di Metal Gear ideata da Hideo Kojima. Appare per la prima volta in Metal Gear Solid 2: Sons of Liberty e, successivamente, in Metal Gear Solid 4: Guns of the Patriots. Vamp è anche un personaggio giocabile nello spin-off Metal Gear Online. Il suo nome non è riferito ai suoi poteri, che hanno le tipiche caratteristiche dei vampiri, bensì alla sua bisessualità.

## Infanzia
Vamp ha origini rumene, ma non è data l'esatta locazione della sua nascita e vita d'infanzia. Si sa che la sua famiglia muore in un attentato terroristico in una cattedrale mentre lui, infilzato da un crocifisso, sopravvive per miracolo, nutrendosi del sangue dei suoi genitori: da qui prende l'abitudine e il piacere nel bere il sangue.

## Membro di Dead Cell
Il presidente degli Stati Uniti George Sears (Solidus Snake), durante il suo mandato, decide di formare una squadra di elementi con capacità speciali, che chiamerà Dead Cell, di cui Vamp farà parte; in lui saranno installate le nanomacchine, così i suoi poteri saranno ampliati, in quanto aveva già la possibilità di rigenerarsi molto in fretta e, con le stesse nanomacchine, la velocità aumenta drasticamente così che tutti pensino che sia immortale.
Intraprenderà una relazione con il comandante dei marines, Scott Dolph, padre della comandante di Dead Cell, Fortune.
Quando il presidente Sears si dimetterà, Dead Cell non sarà solo sciolta, ma i suoi membri saranno cacciati e uccisi, mentre Vamp sopravviverà, insieme a Fortune e Fatman, un genio degli esplosivi.

## Big Shell
Solidus raduna tutto il vecchio gruppo che farà da guardia al nuovo presidente statunitense, ovvero James Johnson. Vamp qui farà la sua prima apparizione videoludica, nella quale riprodurrà la strage di Gray Fox a Shadow Moses, uccidendo molti soldati, ferendo Iroquois Pliskin (Solid Snake) e poi fuggendo su comando di Fortune. Riapparirà brevemente per portare il presidente al sicuro. In seguito verrà in aiuto di Fortune nella battaglia con Raiden: quest'ultimo ne approfitterà della distrazione e cercherà di colpire la donna ma, essendo Fortune la signora della fortuna, il proiettile anche senza la volontà della comandante di Dead Cell, fa una deviazione improvvisa e colpisce in fronte Vamp, che apparentemente morto, resusciterà, dicendo che è morto una volta e non può succedere una seconda. Riapparirà nella struttura centrale di Big Shell sul lato B, dove cercherà di impedire a Raiden di arrivare a Emma Emmerich, la sorella di Hal Emmerich (Otacon) ma fallirà poiché il demone bianco lo spedirà nell'acqua contaminata. Riapparirà sui camminamenti fra le due strutture di Big Shell, venendo colpito in testa e rispedito in acqua da Raiden, ma ferirà mortalmente Emma, che morirà poco dopo.

## Guns of the Patriots
Vamp riapparirà in Metal Gear Solid 4, come secondo in comando di Liquid Ocelot. Snake lo troverà in Sud America e gli sparerà più volte, ma le nanomacchine lo terranno in vita rigenerandolo.
In seguitò combatterà con il suo rivale Raiden in un mercato, dove quest'ultimo verrà immobilizzato dai Gekko e sarà pugnalato da Vamp. Snake sparerà a un Gekko e libererà Raiden, il quale darà vita a un duello spettacolare con l'immortale vampiro, dal quale nessuno dei due uscirà vincitore, in quanto Raiden subirà lesioni gravi dovute ai colpi di Vamp al polmone, al piede e all'addome, quest'ultimo provocato da un Harakiri dello stesso Raiden, mentre Vamp cadrà a terrà ma sarà resuscitato dalle nanomacchine, nonostante il petto perforato, il fegato lacerato e l'addome trafitto.
La sua ultima apparizione la si vedrà a Shadow Moses, nella base del REX, dove Snake lo incapaciterà e gli inietterà un soppressore delle nanomacchine bloccandolo col CQC.
Così ormai mortale, Raiden combatterà con lui sul REX mentre Snake terrà a bada i Gekko. Vamp uscirà sconfitto e ferito a morte ma, prima del colpo di grazia richiesto dal perdente le nanomacchine si riattiveranno, provocandogli dolori insopportabili, fermati da Naomi Hunter, che gli darà un altro soppressore, spegnendo la sua vita.

## Stile di combattimento ed equipaggiamento
Vamp ha uno stile unico e altamente spettacolare. Infatti i suoi movimenti sono da ballerino e ogni sua mossa un passo di danza. La mira e i coltelli sono la sua unica arma: il potere delle sue lame può immobilizzare l'avversario rendendolo una preda facile.